# Ітакура (Ґумма)

36°13′23″ пн. ш. 139°36′37″ сх. д. / 36.22306° пн. ш. 139.61028° сх. д.
Ітаку́ра (яп. 板倉町, いたくらまち, МФА: [itakuɾa mat͡ɕi̥]) — містечко в Японії, в повіті Ора префектури Ґумма. Станом на 1 жовтня 2007 площа містечка становила 20,50 км². Станом на 1 серпня 2008 населення містечка становило 18 984 осіб.